# Jean-Baptiste Vaquette de Gribeauval
El tinent general Jean-Baptiste Vaquette de Gribeauval (15 de setembre de 1715 - 9 de maig de 1789) va ser un enginyer francès i oficial d' artillería que va revolucionar el canó emprat pel seu exèrcit, el seu mèrit va consistir en crear un nou sistema de fundició que permetia armes més lleugeres i uniformes sense sacrificar el rang de tir. El sistema de Gribeauval va substituir el sistema de Vallière. Aquestes armes van resultar essencials per a les victòries militars franceses durant les guerres napoleòniques. A Gribeauval se li atribueix el fet de ser el primer defensor conegut de la intercanviabilitat de les peces de les pistoles. És, per tant, una de les principals influències en el desenvolupament posterior (durant moltes dècades i per part d'altre gent) de la fabricació armes amb peces intercanviables.

## Primers anys
Jean-Baptiste va néixer a Amiens, fill d'un magistrat. Va ingressar a l'artilleria reial francesa el 1732 com a voluntari i es va convertir en oficial el 1735. Durant gairebé vint anys el càrrec i el treball científic el van tenir totalment ocupat, i el 1752 es va convertir en capità de sapadors. El 1755 va treballar en una missió militar a Prússia.
El 1757, sent llavors tinent coronel, va ser prestat a l'exèrcit austríac en esclatar la Guerra dels Set Anys, i va establir el cos de sapadors austríac. Va liderar les operacions al setge de Glatz i la defensa de Schweidnitz. A Schweidnitz, el seu de disseny de canó de fortificació de 1748 va ser provat i millorat significativament pel mestre Richter.
El 1762, va informar a les autoritats de París sobre el sistema d'artilleria austríaca en comparació amb les armes franceses "tipus Vallière" existents. Mentre que amb l'exèrcit austríac també va treballar en el desenvolupament continu dels "globus de compressió" (obusos de metralla) de l'enginyer francès Bernard Forest de Belidor.
L'emperadriu Maria Teresa el va recompensar pel seu treball amb el rang de Feldmarschallleutnant i la creu de l'orde militar de Maria Teresa. Al seu retorn a França va ser nomenat Mariscal de camp (general major), el 1764 inspector d'artilleria, i el 1765 tinent general i comandant de l'Orde de Sant Lluís.

## Sistema Gribeauval

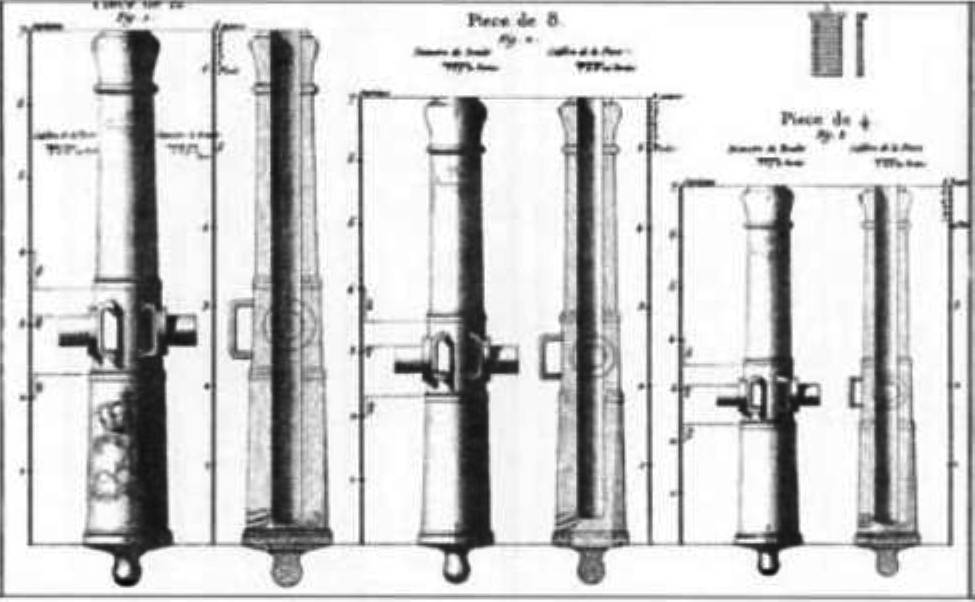
Part del sistema Gribeauval: canons de 12, 8 i 4.

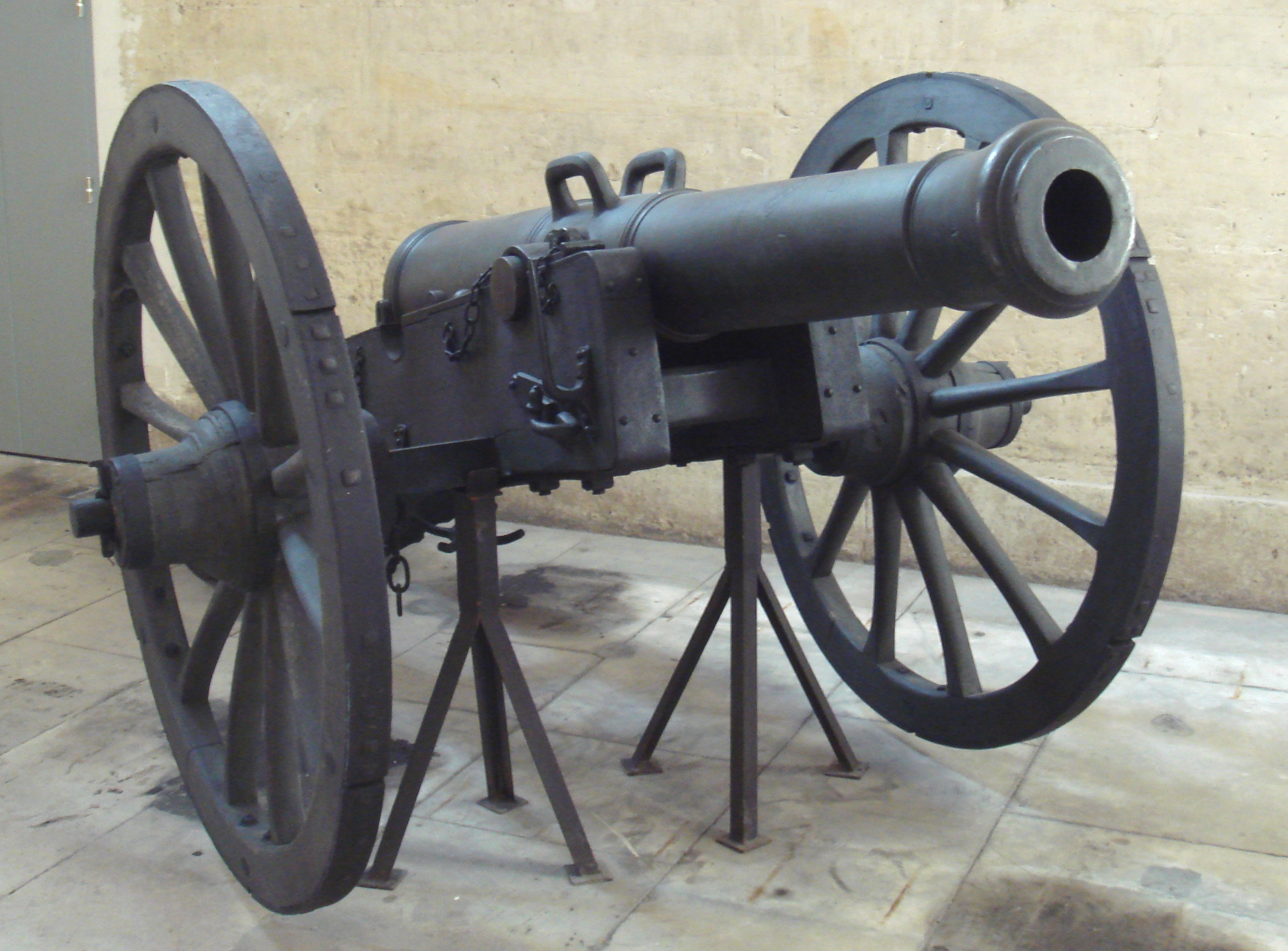
Canò de 12 Gribeauval, Any 2 de la República (1793–1794).

Posteriorment, durant uns quants anys, va tenir diversos pleits. No obstant això, es va convertir en inspector d'artilleria el 1776, any en què també va rebre la gran creu de l'Orde de Sant Lluís. Llavors va dur a terme les reformes de l'arma d'artilleria, que han estat el que li va donar la fama, tot i que no va aconseguir introduir un obús de campanya i el seu sistema encara incloïa 25 mides de rodes. La "Taula de construccions dels principals atractius de l'artilleria... de M. de Gribeauval" abasta tots els equips d'artilleria francesa en detall. També va ser el responsable del règim de l'artilleria francesa publicat el 1776. Encara que gran part de l'obra no és directament atribuïble a Gribeauval, aquests sistemes d'organització i uniformitat en artilleria han estat anomenats "système Gribeauval".